# Коханий з майбутнього
«Коханий з майбутнього» (англ. About Time) — британська романтична комедія, науково-фантастичний фільм 2013 року, сюжет якого обертається навколо подорожей у часі, коли молода людина намагається змінити своє минуле, щоб мати краще майбутнє. Автор сценарію та режисер — Річард Кертіс. Головні ролі виконують: Доналл Глісон, Рейчел Макадамс і Білл Наї. Фільм вийшов 4 вересня у Великій Британії, 1 листопада — у США.

## Сюжет
У віці 21 року Тім Лейк (Доналл Глісон) виявляє, що він може подорожувати в часі. У ніч після чергового неприємного Нового року батько Тіма (Білл Наї) розповідає йому, що чоловіки в його родині завжди мали здатність подорожувати в часі. Тім не може змінити історію, але він може змінити те, що відбувається або відбувалося в його власному житті. Нещасний випадок обриває часову петлю, і Тім повинен одержати над часом перемогу знову.

## У ролях
| Актор             | Роль         |
| ----------------- | ------------ |
| Доналл Глісон     | Тім Лейк     |
| Рейчел Макадамс   | Мері         |
| Білл Наї          | тато         |
| Том Голландер     | Гаррі        |
| Лідія Вілсон      | Кіт Кат      |
| Ліндсей Дункан    | мама         |
| Марго Роббі       | Шарлотта     |
| Ванесса Кірбі     | Джоанна      |
| Лі Ніколас Харріс | поліцейський |
| Ліза Айкхорн      | мама Мері    |
| Річард Грант      | адвокат      |

## Зйомки
Зйомки фільму проходили в Лондоні та Корнуоллі.

## Цікаві факти
- У кімнаті Тіма висить постер фільму Амелі.
- У кінці фільму Рорі читає книгу з назвою «Trash» (Сміття). Це наступний фільм Річарда Кертіса.
- На роль Мері спочатку була запрошена Зої Дешанель, але вона залишила проєкт через розбіжності графіку зйомок. Через це роль отримала Рейчел МакАдамс.